# Cautethia yucatana
Cautethia yucatana är en fjärilsart som beskrevs av Clark 1916. Cautethia yucatana ingår i släktet Cautethia och familjen svärmare. Inga underarter finns listade i Catalogue of Life.